# Umri
Umri é uma cidade e uma nagar panchayat no distrito de Jalaun, no estado indiano de Uttar Pradesh.

## Demografia
Segundo o censo de 2001, Umri tinha uma população de 8816 habitantes. Os indivíduos do sexo masculino constituem 54% da população e os do sexo feminino 46%. Umri tem uma taxa de literacia de 60%, superior à média nacional de 59.5%: a literacia no sexo masculino é de 70% e no sexo feminino é de 48%. Em Umri, 16% da população está abaixo dos 6 anos de idade.